# Puntallana
Puntallana es una localidad y municipio español situado en el noreste de la isla de La Palma, en la provincia de Santa Cruz de Tenerife, comunidad autónoma de Canarias. Tiene una extensión de 35,09 km² y una población de 2699 habitantes (INE 2024).
Situado al norte de la capital insular (Santa Cruz de La Palma), el término municipal representa la porción de terreno más adentrada en el mar de todo el este de La Palma. Se extiende desde las costas del océano atlántico hasta las cumbres de la isla, al borde de la Caldera de Taburiente. La población se asienta mayoritariamente en la zona de medianías, y se reparte en cinco barrios: La Galga, El Granel, El Pueblo o San Juan de Puntallana (cabecera municipal), Santa Lucía y Tenagua.
Puntallana tiene un marcado carácter agrícola, facilitado por las condiciones geográficas y climáticas del lugar. El éxito de las cosechas de trigo para la elaboración de pan y gofio hicieron que en el pasado se considerara a este término como el granero de la isla. En la actualidad, el cultivo del cereal se ha sustituido por el plátano y, en menor medida, por vid, hortalizas y frutales. Junto a la actividad agraria y residencial se desarrolla también el turismo rural, atraído por los distintos espacios naturales y paisajísticos del municipio, donde se localizan lugares singulares como el Cubo de La Galga o la playa de Nogales.

## Toponimia

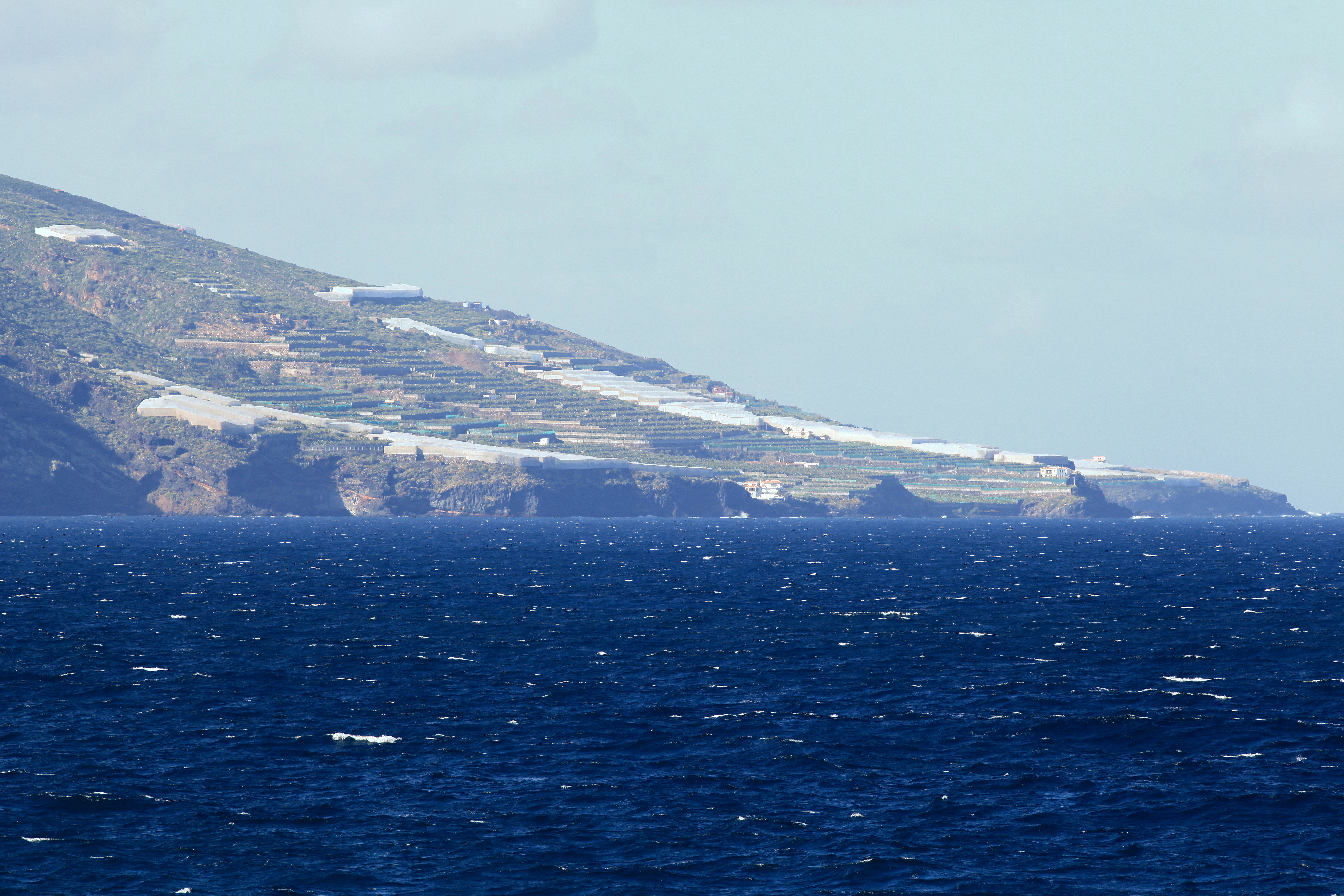
Plataneras en la costa de Puntallana

La denominación de la Punta Llana aparece ya en 1495y se debe a la plataforma costera de Bajamar-Martín Luis, llanura situada entre dos tramos acantilados que probablemente fue generada por las lavas de las erupciones volcánicas prehistóricas. Puntallana es también el nombre oficial de la localidad que ostenta la capitalidad municipal, situada en el interior, aunque sus habitantes la conocen por el nombre de San Juan o El Pueblo. El gentilicio es puntallanero, -a.

## Símbolos
El 19 de junio de 1995 la comunidad autónoma de Canarias aprobó el escudo heráldico y la bandera del Ayuntamiento de Puntallana. El escudo se blasona de la siguiente manera:

Escudo partido, entado en punta y caído.
I.- En campo de sinople, cinco estrellas de oro, alargadas en su punta externa y siniestradas en arco.
II.- En campo de azur, cruz y concha, vertiendo, de plata.
III.- En punta: en campo de gules, tres espigas de oro.
IV.- Sobre el todo, escusón de oro, cargado con una graja volando, en su color natural.

Al timbre, Corona Real cerrada. Lema: Dios-La Virgen-Mi amada.
Boletín Oficial de Canarias 1995/087 de 12 de julio de 1995

Las estrellas, con su número, disposición y forma, figuran rayos de sol surgiendo desde el Este, simbolizando así tanto a la posición geográfica del municipio en la isla como a sus cinco barrios. La cruz y la concha, símbolos de San Juan Bautista, y el agua vertida aluden al patrón cristiano del pueblo, a los numerosos manantiales del término y a la insularidad. Las tres espigas de trigo hacen referencia a la importancia histórica del mencionado cultivo y al pasado, presente y futuro agrícola. La graja alude a la leyenda su aparición por primera vez en este pueblo antes de extenderse al resto de la isla, de la que es también su símbolo. El lema alude a la leyenda del Salto del Enamorado.
La descripción textual de la bandera, que se basa en el primer cuartel del escudo de armas, es la siguiente:

"Bandera bicolor de configuración horizontal formada por una franja de doble ancho en verde oscuro, sobre la que descansan cinco estrellas de cinco puntas alargadas en la punta externa y dispuestas en semicírculo de amarillo con sombra en rojo, y una franja amarilla en la parte inferior.
Boletín Oficial de Canarias 1995/087 de 12 de julio de 1995

## Geografía

Término municipal con respecto a la isla de La Palma

El término municipal de Puntallana se encuentra situado en el vértice oriental de la isla de La Palma. Tiene forma triangular y su ancha base en forma de abanico coincide con sus 12,95 km de costa, que constituyen el punto más oriental de la isla. Limita al norte con San Andrés y Sauces por el Barranco de La Galga, al este con el océano atlántico, al sur con Santa Cruz de La Palma por el Barranco Seco, y al oeste con el municipio de El Paso por un pequeño tramo de la crestería de la Caldera de Taburiente. Ahí se encuentra la cumbre más alta del municipio, Piedrallana, de 2200 metros de altura. La altitud de la cabecera municipal es de 420 metros sobre el nivel del mar y se encuentra a 10 km de la capital de la isla, Santa Cruz de La Palma.
|                | Norte: San Andrés y Sauces  |                        |
| Oeste: El Paso |                             | Este: Océano Atlántico |
|                | Sur: Santa Cruz de La Palma |                        |

Al igual que el resto de los municipios de su comarca, la topografía característica de Puntallana consiste en una vertiente en rápido descenso, surcada por barrancos profundos y estrechos, generalmente de trazado rectilíneo, y que en algunos casos adquieren la forma de auténticos cañones. Lo más característico de su relieve es la presencia de un campo de volcanes extinguidos hace miles de años, por debajo de la cota de los 700 metros de altitud, consistentes en dos conjuntos de montañas alineadas a diferente altura. la más interior de estas alineaciones está integrada por las montañas de Tenagua, Estalero, Zamagallo y Siete Cejos, mientras que más cercana a la costa la forman las montañas Oropesa, Lance, Loral y Rehoyas, destacándose hacia el norte, separada del conjunto, la montaña de La Galga. Por ello, Puntallana es conocido como el pueblo de las nueve montañas.El material volcánico y el resalte orográfico causado por las montañas generó una serie de llanos y hoyas que favorecen la riqueza agrícola del municipio, y representan un obstáculo para los vientos alisios procedentes del noroeste, lo que condicionar el clima y la vegetación de toda la fachada oriental de La Palma.
La costa es acantilada en términos generales. Acordes con su ubicación y exposición geográfica los situados más al norte (La Galga y Nogales) son más húmedos y los situados y expuestos al sureste en Tenagua, más áridos. Pero entre las zonas conocidas como Martín Luis y El Ancón la costa es relativamente baja, probablemente a causa de las lavas de los antiguos volcanes que desbordaron el viejo acantilado marino. Esta zona, que da nombre al municipio, ha estado dedicada desde la antigüedad al cultivo, antaño cereales de secano y ahora en su práctica totalidad al cultivo del plátano.

### Hidrografía

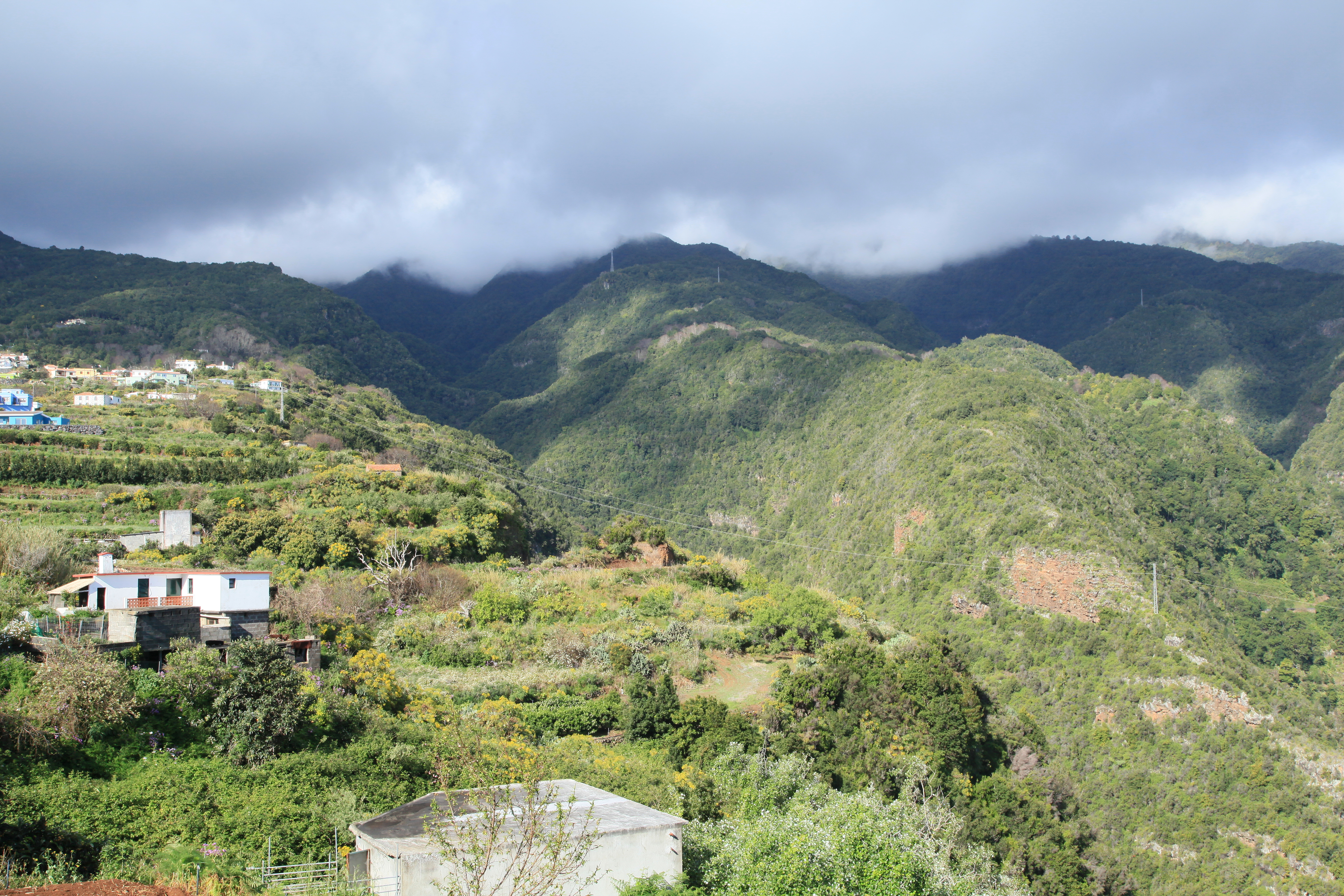
Barranco de La Galga desde San Bartolo

La infiltración hacia los acuíferos es muy alta debido, por un lado, a la extensa cubierta vegetal del bosque de laurisilva, que disminuye la escorrentía y aumenta la porción del agua infiltrada, y por otro lado, a la naturaleza porosa de los terrenos volcánicos. Así, la circulación subterránea del agua infiltrada es relativamente alta. Por razones topográficas, el agua del acuífero termina por brotar a la superficie en algunos lugares concretos. En el municipio de Puntallana se localizan varias fuentes y manantiales que han jugado un papel importante en la historia agrícola y económica de la comarca. También existen galerías en activo que alumbran grandes cantidades de agua destinadas al abasto público y a los cultivos de regadío.
La circulación del agua superficial en Puntallana viene definida por una red de drenaje bien desarrollada tanto por la alta pluviometría como por la mayor antigüedad de esta parte norte insular. Todo el territorio municipal está surcado de cumbre a mar por los tajos de los barrancos, muy interesantes desde el punto de vista paisajístico, natural y arqueológico. Por su desarrollo merecen destacarse, de sur a norte, los barrancos Seco, del Agua, El Espigón-Oropesa, Los Tanques, Hondo-Nogales y La Galga, que actúan de divisorias entre los distintos barrios.

### Naturaleza

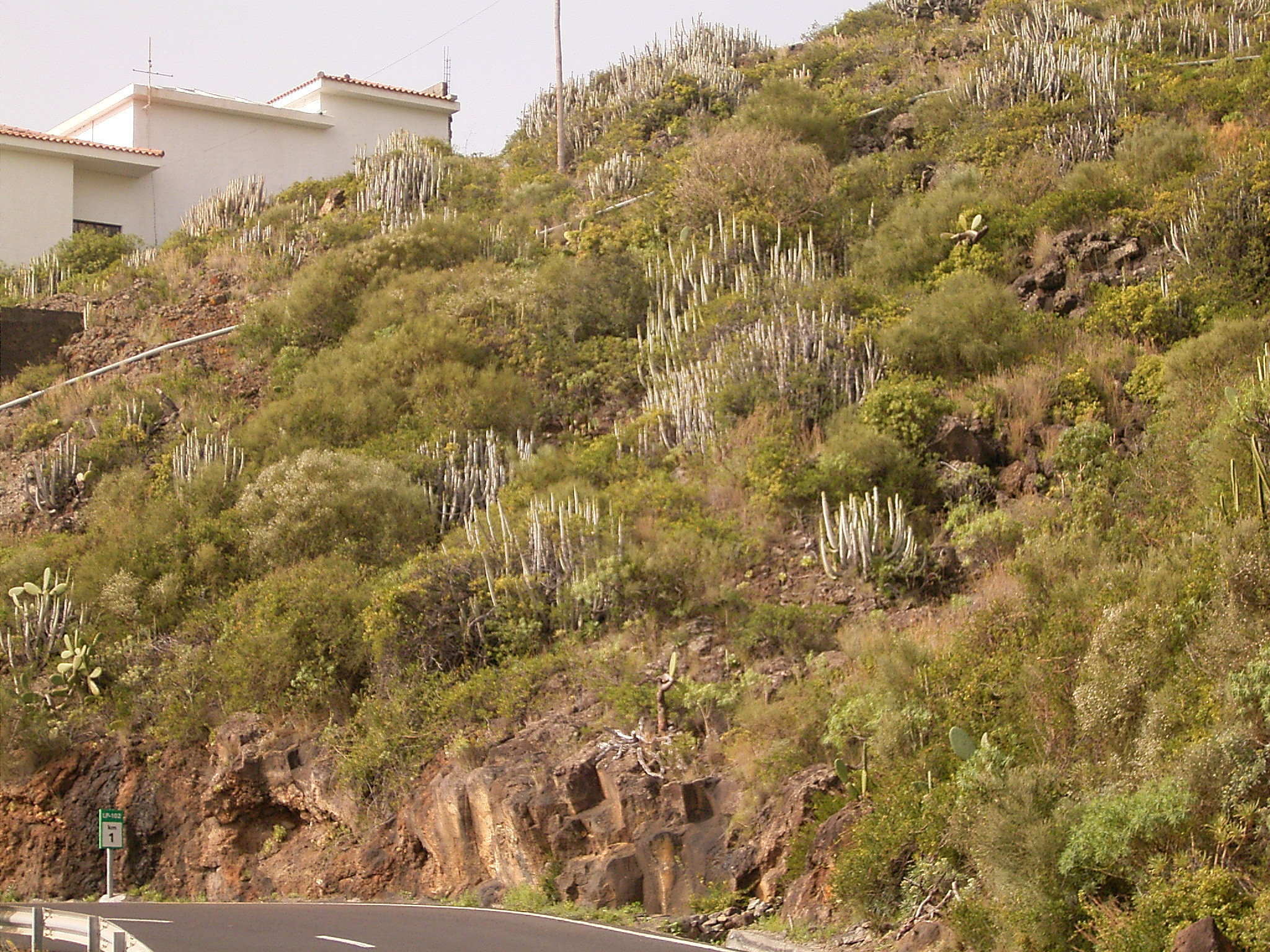
Cardonal de Martín Luis

Debido a la posición abierta a la influencia de los alisios, el amplio desnivel que llega a los 2300 metros, y a la particular orografía del terreno, la vegetación del municipio se caracteriza sobre todo por su gran diversidad, que va desde matorrales abiertos hasta bosques cerrados. Las condiciones climáticas presentan un escalonamiento de mar a cumbre que implica que las formaciones vegetales aparezcan formando “pisos de vegetación”, generando paisajes propios de ambientes áridos, muy húmedos y formaciones vegetales adaptadas a condiciones de frío extremas. Destacan el Fayal-Brezal y la Laurisilva, formaciones boscosas desarrolladas gracias a la elevada y persistente humedad ambiental que aporta el mar de nubes. Así, los lugares más sombríos y húmedos están ocupados por tilos, loros, fayas, acebiños y brezos. En la zona de costa pueden encontrarse ejemplos de cardonal-tabaibal y en el monte alto domina el pinar, que no llega a alcanzar las cumbres del municipio donde pueden encontrarse codesos. El hábitat natural de la vegetación ha sido históricamente modificado por el aprovechamiento forestal y de forraje, así como por la introducción de cultivos, principalmente en zona de medianías.
En Puntallana se han catalogado 237 especies de invertebrados, de las cuales 167 son endemismos canarios y dentro de éstos, 54 son endemismos insulares. La fauna invertebrada normalmente está ligada a cada comunidad vegetal y hay muchas especies que son específicas de determinadas plantas, mientras que los anfibios están bien representados en estanques, charcas y cauces de barrancos. Los reptiles constituyen un grupo poco diverso pero con poblaciones abundantes sobre todo en la zona costera. Existen puntos de nidificación de las palomas rabiche y turqué en los barrancos de La Galga, Nogales y Seco, mientras que en la costa existen continuos avistamientos de pardelas, zarapitos y charranes. Por su parte, los mamíferos están representados principalmente por 10 especies, la mayoría introducidas por el hombre, mientras que autóctonos sólo pueden considerarse como tales a los murciélagos.

### Áreas protegidas
En el término municipal de Puntallana se encuentran parte de dos Espacios Naturales de la red canaria:

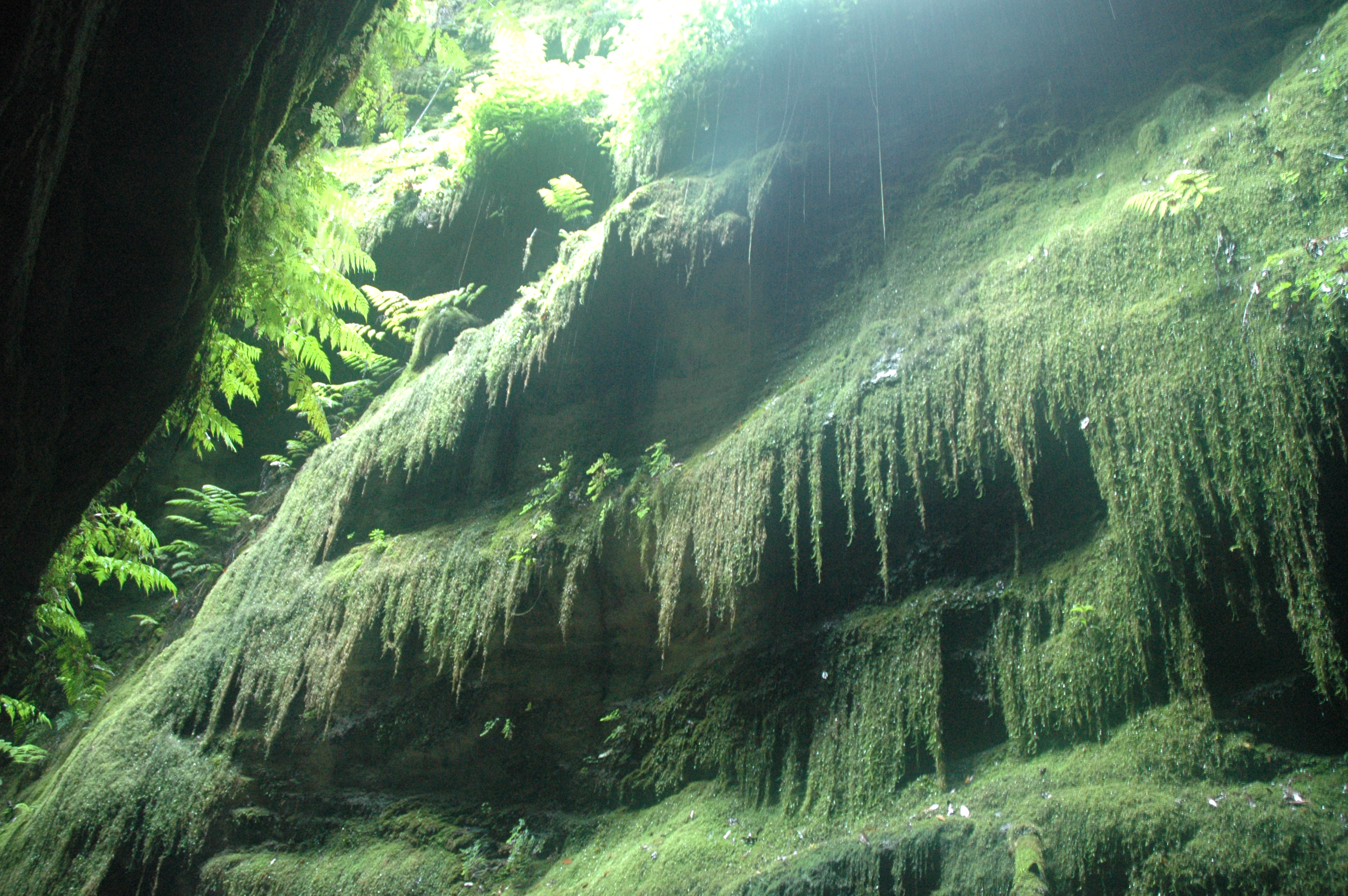
Cubo de La Galga

- El parque natural de Las Nieves ocupa la mayor parte de la zona alta de Puntallana. Un 15% de sus más de 5000 ha de superficie se encuentran en este término municipal, abarcando en su interior a Piedrallana, el Cubo de La Galga, el barranco y la playa de Nogales. Destacan sus valores geomorfológicos, paisajísticos, botánicos, zoológicos y arqueológicos.
- El Sitio de Interés Científico del Barranco del Agua, que ocupa algo más de dos km del mencionado barranco, entre aproximadamente las cotas 100 y 500. Sus valores más notables son los paisajísticos, botánicos y zoológicos referentes especialmente a especies de cardonal-tabaibal, y arqueológicos.[9]

Ambos espacios forman parte de la Red Natura 2000, que además incluye las siguientes Zonas de Especial Conservación en el municipio:
- Monteverde de Barranco Seco - Barranco del Agua.
- Sabinar de La Galga.
- Sabinar de Puntallana.

Las ZEPAs Espacio marino del norte de La Palma y Cumbres y acantilados del norte de La Palma cubre también gran parte del municipio, mientras que sus cumbres están englobadas dentro de la zona periférica de protección del parque nacional de la Caldera de Taburiente. Junto con el resto de la isla es Reserva de la Biosfera.

## Historia

### Etapa benahoarita: antes del sigloxvi
Como en el resto de la isla, los aborígenes benahoaritas fueron los primeros pobladores del actual territorio de Puntallana. La fecha más antigua para el poblamiento de La Palma data del siglo iv a. C. con una primera etapa de influencia oeste magrebí, seguida por una más reciente nueva oleada de gentes procedentes desde el Sahara central y meridional. Gracias a la abundancia y permanencia de afloramientos de agua, el noreste palmero fue una de las principales zonas donde se asentaron, habitando principalmente las numerosas cuevas, covachas y cejos que se abren en los márgenes de los barrancos, barranqueras y partes altas de los acantilados. Los conjuntos de cuevas-habitación más interesantes se localizan en todos los barrancos principales del municipio, algunas de ellas con capacidad suficiente para albergar grupos de entre 15 y 20 personas. Puntallana tiene en el Barranco del Espigón la necrópolis más interesante de La Palma, pues cuenta con los únicos restos momificados que se conocen de esta etapa histórica.
Los benahoaritas poseían una economía fundamentalmente ganadera de trashumancia, basada en la cría de cabras, ovejas y cerdos. Las condiciones medioambientales del término actual lo convertían ya entonces en un codiciado lugar de pastoreo. Los rebaños permanecían en las zonas bajas y medias durante el invierno y ascendían a las cumbres en verano, principalmente por dos rutas: la del Topo de la Burra y Lomo Pablo, y la de Lomo Piñero y el Llano de Vergas. El asentamiento pastoril más importante de las cumbres se localizaba sobre los bordes de la Caldera de Taburiente y en la cima de Piedrallana, cerca de las fuentes de La Vizcaína y Las Mejoranas.
En el momento de la conquista de La Palma, a finales del siglo xv, el actual territorio de Puntallana correspondía grosso modo con el Cantón de Tenagua.Su capitán o caudillo durante la conquista fue Atabara.Marinos y aventureros europeos desembarcaban en las costas capturando a todos los indígenas que podían con objeto de venderlos como esclavos en los mercados europeos, siendo Tenagua uno de los cantones más visitados y castigados. Atabara, posiblemente influido por las incursiones sufridas durante los últimos años, decidió acogerse a la protección prometida por la Corona de Castilla y convirtió su reino en una de los bandos de paz de la conquista.

### Antiguo Régimen: siglosxviaxviii

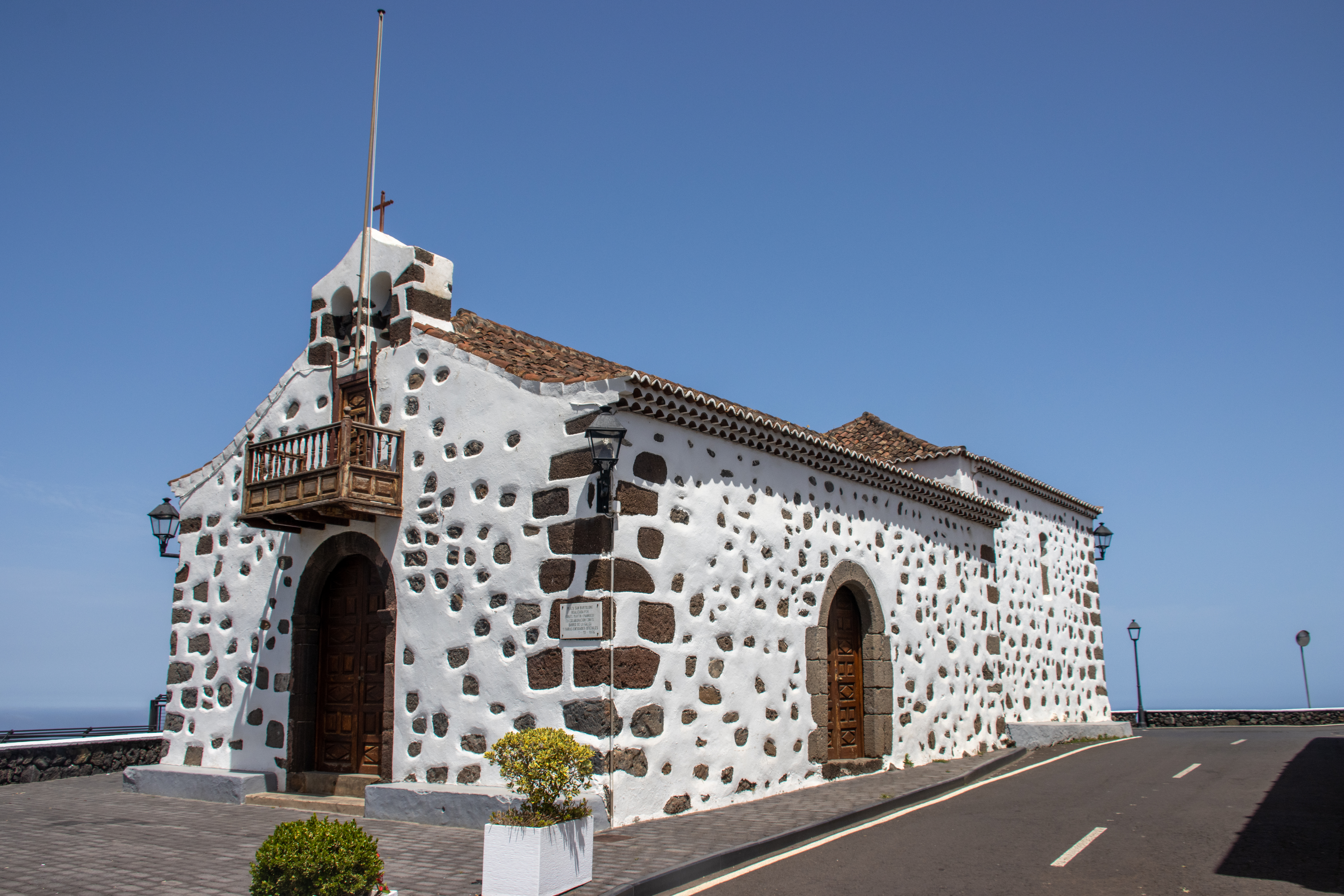
Ermita de San Bartolomé (La Galga), siglo xvi

Finalizada la conquista castellana, el territorio de Puntallana es repartido entre los participantes de la campaña militar. En el lugar de Santa Lucía se instala una gran hacienda ocupada por Juan Fernández de Lugo, sobrino del conquistador Alonso Fernández de Lugo. Desde muy temprana época aparecen también las primeras iglesias, como la ermita de Santa Lucía (que formaba parte de la hacienda de los Lugo), la de San Bartolomé en La Galga o la de San Juan Bautista, que ya en 1515 sería elevada a parroquia.

"Y porque después de la conquista de la dicha isla se han hecho y cada día se hacen, especialmente se ha poblado el lugar de Puntallana y La Galga, donde los vecinos y moradores de los dichos lugares han labrado iglesias y capillas [...] que la iglesia de San Juan, que es en el dicho lugar de Puntallana, sea de aquí en adelante iglesia parroquial y bautismal, de la cual sean parroquianos los vecinos y moradores de los dichos lugares de Puntallana y La Galga..."
Constituciones Sinodales del obispo Fernando Vázquez de Arce (1515)

El Pueblo de Puntallana nace en la fuente de San Juan, naciente situado en el centro del casco antiguo. Así, gracias a las favorables condiciones climáticas de la zona, se asienta un gran número de colonos de procedencia castellana, holandesa o portuguesa, que empiezan a formar grupos, establecer normas y admitir pautas de comportamiento. Los benahoaritas se hispanizaron rápidamente y aunque algunas de sus costumbres fueron adoptadas, la mayoría acabaron por desvanecerse en la memoria de los nuevos propietarios de la isla. Las cimas de algunas montañas como la de Tenagua servirán como atalayas de vigilancia en la entrada de buques al puerto de la capital.
Los nuevos pobladores comienzan a desarrollar una agricultura basada sobre todo en el trigo, cuyo éxito hace que el municipio se comience a conocer como el granero de la isla. La impronta cerealista queda reflejada en diversos topónimos, como Puerto Paja, Puerto Trigo o el portuguesismo El Granel. El grano recolectado era molido en los lugares conocidos como molinas para la elaboración del gofio. Para finales del siglo xix, las molinas funcionarán mediante molinos de viento construidos bajo el denominado sistema Ortega. La paja era utilizada también para la construcción de las cubiertas de viviendas, pajeros, chamizos e incluso en un primer momento, de las iglesias. Por otra parte, sus montes de laurisilva y pinar se destinaron a la explotación forestal para la construcción y la industria naval. La demanda de palos de Puntallana, para los astilleros palmeros y para los de toda la provincia, experimentó un considerable auge hasta fines del siglo xviii, lo que ocasionalmente provocaba graves episodios de deforestación.Lugares como el Cubo de La Galga se salvarían de estas prácticas gracias a la presencia de nacientes y fuentes.

### Etapa contemporánea: siglosxixaxxi
Con la aprobación de la constitución de 1812, Puntallana se convertiría en municipio. El edificio que albergó el ayuntamiento en el siglo xix sería destruido en un incendio, obligando a trasladar las casas consistoriales a la Casa Luján. Este edificio solariego del casco antiguo data del siglo xvi siendo de las más antiguas que se conservan en el Municipio. Este lugar acogería al juzgado de paz, al cuartel de la Guardia Civil, la escuela y el Ayuntamiento hasta los años 1980.

PUNTA-LLANA: V. con ayunt. en la isla de la Palma, [...] SIT. al E. de la isla, en terreno áspero, combatida por los vientos de N.NO., llamados en el país brisas, y de CLIMA templado y saludable; Tiene unas 500 CASAS, inclusas algunas cuevas y pajizas; la del ayunt. y cárcel; una fuente abundante de excelente calidad, de la cual se surten los vec; y dispersas en el térm. varias, también copiosas; […] en la misma se encuentran los pagos nombrados Tenagua, Sta. Lucia, Camacha, Pueblo, Granel alto y bajo, Corcho y Galga. […] El TERRENO la mayor parte muy fértil, […] PROD.: trigo, cebada, altramuces, alubias, papas, vino y frutas muy esquisitas; IND.:la agrícola es la única que se conoce, ocupándose algunas mujeres en tejer lienzo casero, POBL.:448 vecinos, 1,938 almas.
Pascual Madoz. Diccionario geográfico-estadístico-histórico de España y sus posesiones de Ultramar (1849).

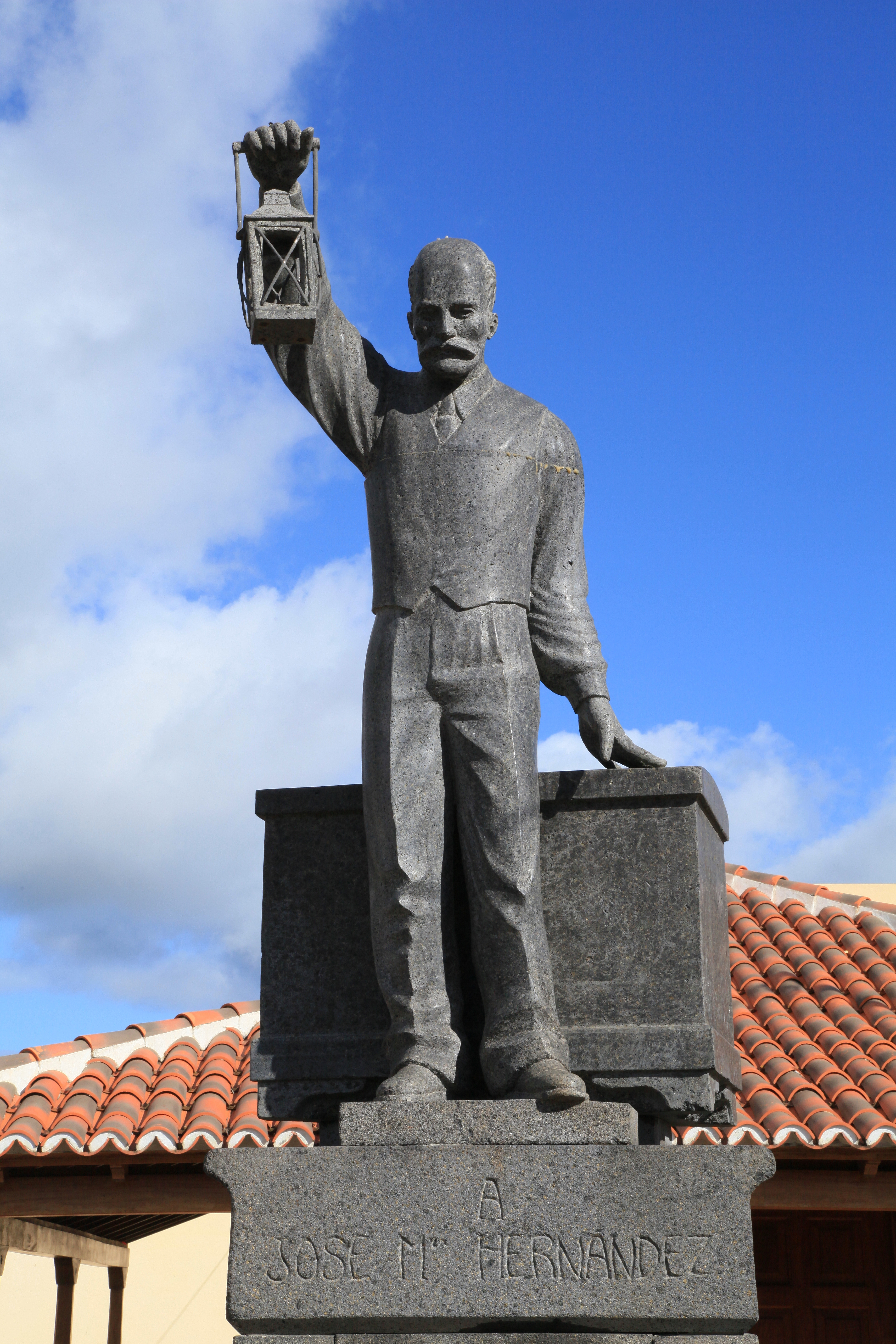
Estatua a José Mª Hernández en La Galga

Al igual que muchos palmeros, los habitantes de Puntallana han tenido la necesidad de emigrar a otros lugares motivados por las malas cosechas, sobre todo a Cuba (siglos xix y principios del xx) y Venezuela (mediados del xx). El retorno de la emigración ayudó al progreso del pueblo, desde la introducción del boniato en sustitución de las raíces de helecho (alimento más propio de épocas de necesidad)hasta el aval prestado por el retornado José María Hernández Hernández a sus vecinos de La Galga para adquirir y repartir las tierras del barrio, entonces en propiedad de la familia Poggio.La desamortización del territorio tendría lugar a lo largo de todo el siglo xix y conduciría al actual estado de propiedad muy atomizada y repartida entre los vecinos. Algunos habitantes del municipio fueron víctimas de la represión surgida tras el estallido de la guerra civil, particularizada en el caso de La Palma por el episodio histórico de la semana roja. Se estima que al menos cinco asesinados fueron enterrados en la zona de Barranco Hondo.
A partir de la segunda mitad del siglo XX, las condiciones de vida mejoran notablemente. La introducción de una pequeña industria conservera de frutas terminaría por girar hacia la exportación del plátano, cuyo cultivo se expandiría notablemente por la costa gracias al alumbramiento de aguas mediante galerías, que servirán también para garantizar el abasto público. Paulatinamente se iba sustituyendo el cultivo del trigo por el de la vid, hortalizas y frutales. La construcción de la carretera del norte en los años 1930, reformada posteriormente a finales de siglo, acercaría el pueblo a la capital insular, mientras que la puesta en marcha de una central hidroeléctrica en el vecino término de San Andrés y Sauces marcaría la llegada de la electricidad en los años 1950.El Cubo de La Galga será declarado reserva de la biosfera en 1983, junto a otros parajes de la isla. Esta reserva terminará por extender a toda la isla en 2002. Para el siglo xxi, el municipio que recibió a escritores extranjeros como Olivia Stone o Günter Grass se encuentra abierto al sector turístico.

## Demografía
Puntallana cuenta con una población de 2699 habitantes (INE 2024).
| Gráfica de evolución demográfica de Puntallana entre 1842 y 2021                                                    |
| |
| Población de derecho según los censos de población del INE Población de hecho según los censos de población del INE |

Al igual que gran parte de los municipios palmeros, Puntallana alcanzó el máximo de población en los años 1950, iniciándose a partir de entonces un apreciable descenso demográfico. Este hecho se explica, en un primer momento por la emigración (principalmente a Venezuela) y posteriormente por el traslado de población a las islas capitalinas (Tenerife) o incluso a otras comarcas de la isla (sobre todo a Santa Cruz de La Palma y Los Llanos de Aridane), que ofrecen mayores posibilidades de empleo frente al débil desarrollo económico del municipio. A pesar de la escasez de suelo urbanizable residencial en el municipio en comparación con otros cercanos también a la capital insular, como Breña Alta y Breña Baja, la tendencia descendente cambia al comenzar el siglo xxi.

## Economía

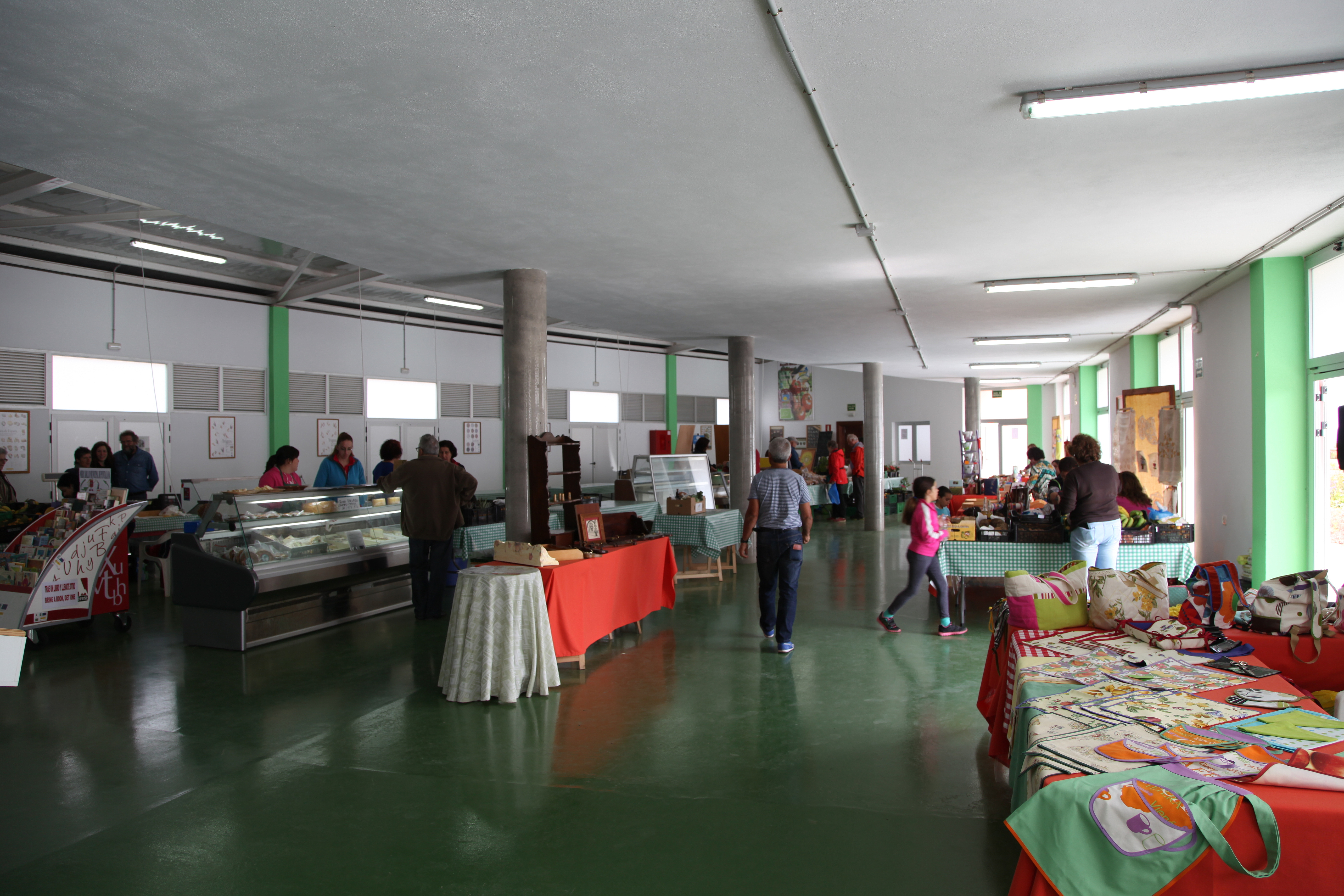
Mercadillo de Puntallana

El sector primario y de servicios son los que más trabajadores de Puntallana ocupan.El municipio cuenta con 460 ha de superficie cultivada, de las que 180 se dedican al plátano para consumo local y exportación. También se cultivan papas, aguacate y habas.La actividad ganadera es sobre todo caprina (más de 1500 cabezas), seguida muy de lejos por la ovina y la bovina.
El sector turístico existe en la forma de casas rurales y alquiler vacacional.

## Administración y política

### Gobierno municipal
La Administración Local del municipio se realiza a través del Ayuntamiento de Puntallana, cuyos componentes se eligen cada cuatro años por sufragio universal de todos los ciudadanos españoles y de la Unión Europea mayores de 18 años de edad que estén empadronados en el término municipal. Según lo dispuesto en la Ley del Régimen Electoral General, que establece el número de concejales elegibles en función de la población del municipio, la corporación municipal de Puntallana está formada por 11 concejales, entre estos se incluye quien ostenta la alcaldía-presidencia. El ayuntamiento recibe soporte técnico y presupuestario del Gobierno de Canarias y el Cabildo de La Palma.
| Periodo   | Nombre                         | Partido | Partido                                    |
| --------- | ------------------------------ | ------- | ------------------------------------------ |
| 1979-1983 | Leonardo Fajardo Muñoz         |         | Unión de Centro Democrático (UCD)          |
| 1983-1987 | Artemio Abreu García           |         | Partido Socialista Obrero Español (PSOE)   |
| 1987-1995 | Leonardo Fajardo Muñoz         |         | Agrupación Palmera de Independientes (API) |
| 1995-2007 | Leonardo Fajardo Muñoz         |         | Coalición Canaria (CC)                     |
| 2007-2009 | Juan Guerra Guerra             |         | Partido Popular (PP)                       |
| 2009-2019 | José Adrián Hernández Montoya  |         | Partido Socialista Obrero Español (PSOE)   |
| 2019-2023 | Víctor Manuel Guerra Hernández |         | Partido Socialista Obrero Español (PSOE)   |

| Partido político                         | 2023 | 2023  | 2023       | 2019 | 2019  | 2019       | 2015 | 2015  | 2015       | 2011 | 2011  | 2011       | 2007 | 2007  | 2007       |
| Partido político                         | %    | Votos | Concejales | %    | Votos | Concejales | %    | Votos | Concejales | %    | Votos | Concejales | %    | Votos | Concejales |
| Partido Socialista Obrero Español (PSOE) | 832  | 54,30 | 6          | 983  | 62,45 | 7          | 749  | 49,11 | 6          | 676  | 43,11 | 5          | 636  | 37,46 | 4          |
| Coalición Canaria (CC)                   | 544  | 35,50 | 4          | 504  | 32,02 | 4          | 604  | 39,61 | 4          | 649  | 41,39 | 5          | 780  | 45,94 | 5          |
| Partido Popular (PP)                     | 130  | 8,48  | 1          | 73   | 4,64  | 0          | 162  | 10,62 | 1          | 228  | 14,54 | 1          | 271  | 15,96 | 2          |

### Organización territorial

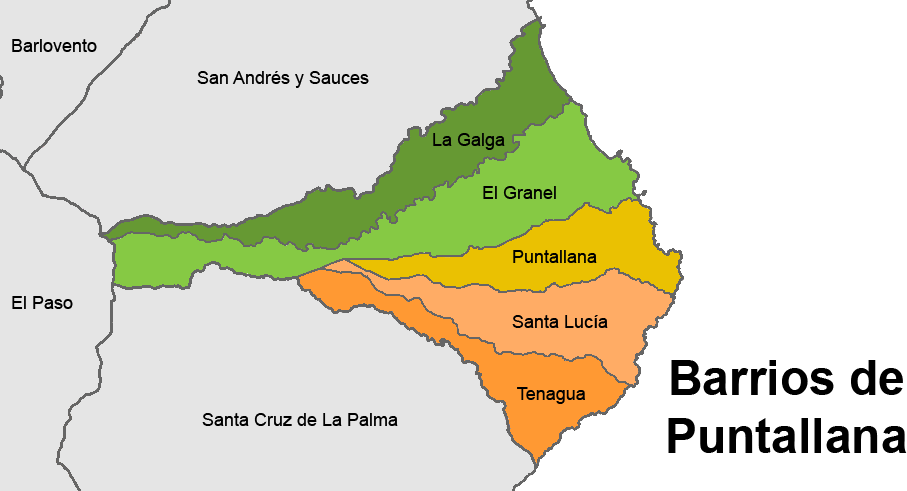
Barrios de Puntallana

Tradicionalmente, el municipio de Puntallana se divide en cinco barrios, cuyos orígenes se remontan a la colonización posterior a la conquista. De norte a sur, son:
- La Galga
- El Granel
- San Juan de Puntallana (El Pueblo)
- Santa Lucía
- Tenagua

Por otro lado, en los censos de población elaborados desde los años 2000, el término Municipal de Puntallana aparece dividido en once entidades de población: La Galga, El Granel, Puntallana, Santa Lucía, Tenagua, Bajamar-El Pueblo, Martín Luis, Bajamar-La Galga, Ciudad Vieja, Costa Santa Lucía y Llano Tenagua. Surgidos de la división de los cinco barrios en sus tramos de costa y medianías (además del Llano de Tenagua), estas entidades se corresponden con los lugares en que los caseríos, aunque dispersos, aparecen más próximos.

## Servicios

### Educación

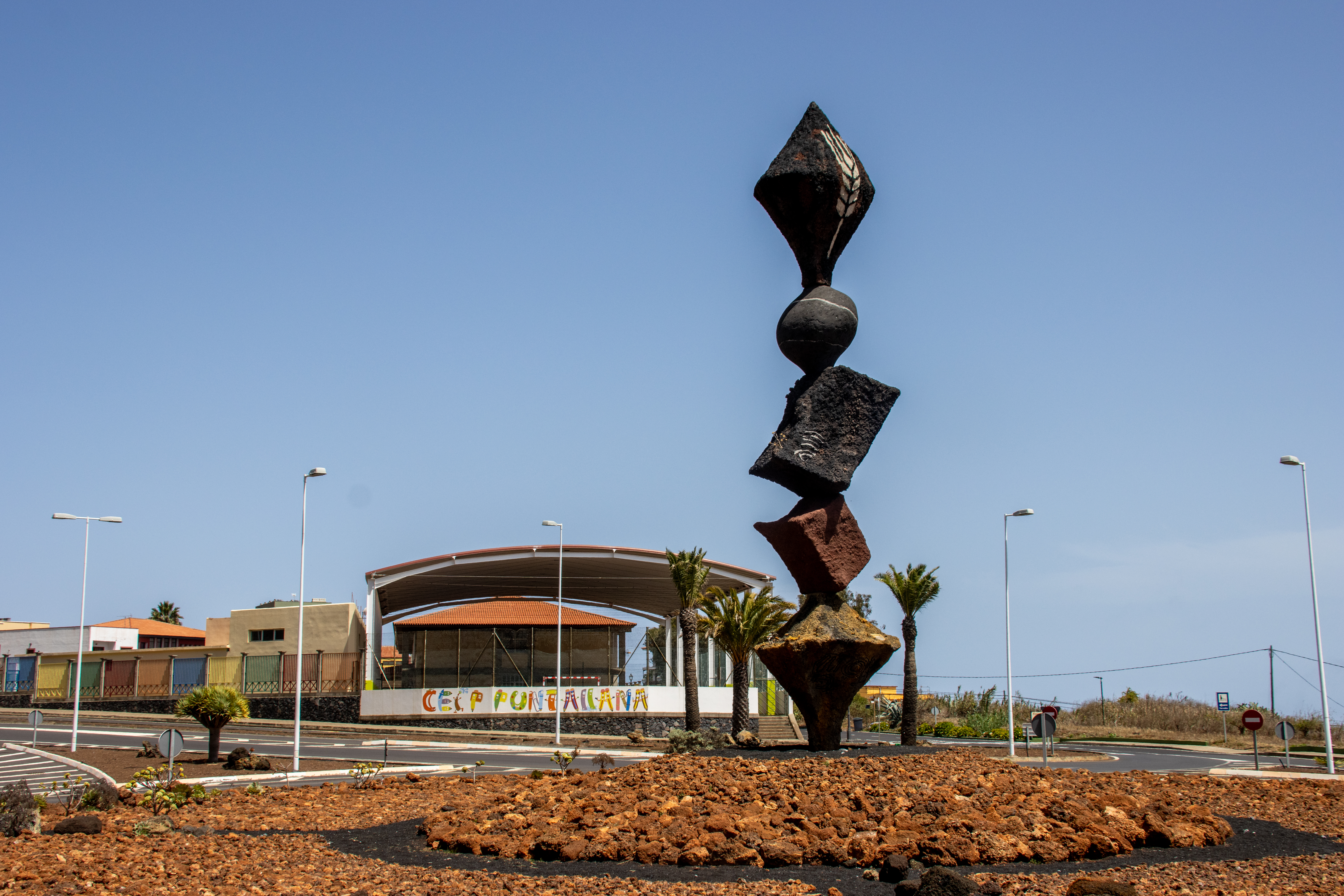
La escultura Serenidad a la entrada de El Pueblo. Al fondo, el CEIP Puntallana

La oferta de centros educativos públicos se compone de cuatro centros escolares:
- CEIP Puntallana, en el Casco de El Pueblo, con enseñanzas de educación infantil y primaria.
- CEIP La Galga, escuela unitaria con enseñanzas de educación infantil y primaria.
- CEIP Rita Rodríguez Álvarez, escuela unitaria de El Granel, con enseñanzas de educación infantil y primaria.
- CEIP Sagrado Corazón de Jesús, escuela unitaria de Tenagua, con enseñanzas de educación infantil y primaria.

El ayuntamiento cuenta con una escuela infantil en Santa Lucía para menores de entre 6 meses y tres años de edad.
Para los estudios de Educación Secundaria Obligatoria, Puntallana forma parte de la zona de influencia del IES Alonso Pérez Díaz de Santa Cruz de La Palma.
El municipio cuenta con una Biblioteca Municipal, ubicada en el edificio de la Casa de la Cultura y que sirve de lugar de estudio.También existe la Biblioteca Internacional en Lengua Alemana (BILA), situada en el casco antiguo del pueblo y que funciona como espacio de coworking.

### Sanidad
Puntallana está dentro de la zona básica de salud de Santa Cruz de La Palma. Para la atención primaria existe un consultorio médico en el casco urbano de El Pueblo, trasladado temporalmente a la Casa de la Cultura.
Asimismo, el municipio cuenta con una farmacia, en el casco urbano de El Pueblo.

### Servicios sociales
Puntallana cuenta con una residencia de mayores en El Granel y un centro de día en el casco urbano de El Pueblo.

### Transporte y comunicaciones

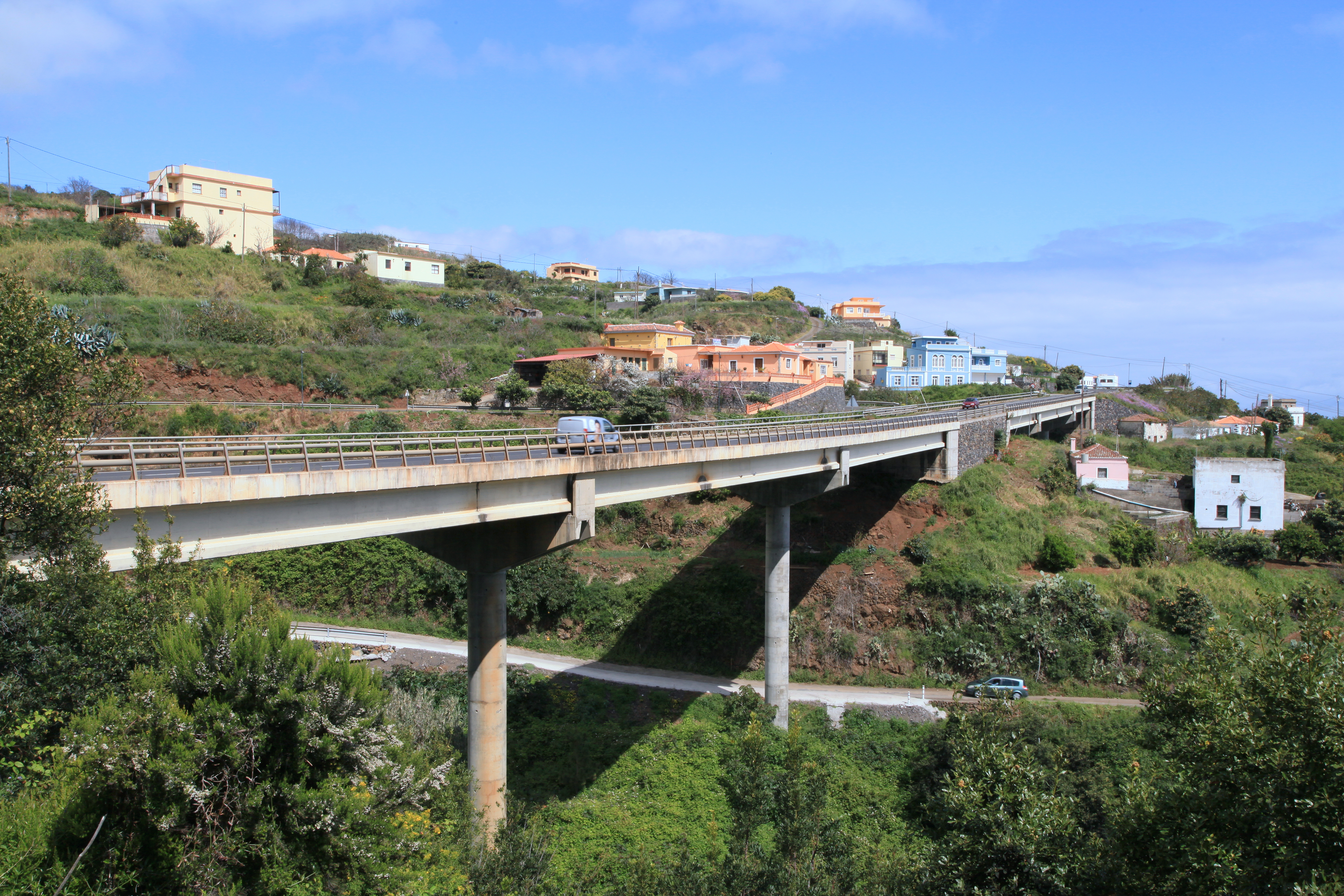
Puentes de El Granel

El municipio es atravesado por la Carretera de Circunvalación Norte LP-1, que parte desde Santa Cruz de La Palma y llega hasta Los Llanos de Aridane. Además, de esta vía surgen otras carreteras de interés insular:
- La LP-102, que conecta Tenagua con el casco urbano de El Pueblo por la costa, dando acceso a la zona de Martín Luis, Bajamar, Ciudad Vieja y Nogales.
- La LP-103, que da acceso a la parte alta (lomos) del barrio de La Galga y a uno de los senderos del Cubo de La Galga.

El municipio cuenta con servicio de taxi y está comunicado con una línea insular de guagua:
| Línea | Trayecto                     | Recorrido     |
| ----- | ---------------------------- | ------------- |
| 100   | S/C de La Palma - Barlovento | Horario/Línea |

## Patrimonio
- Iglesia de San Juan Bautista: uno de los primeros templos construidos en la isla, declarado bien de interés cultural en 1994. Retablo mayor barroco del siglo xviii, alberga una imagen ecuestre de Santiago Apóstol, la más antigua de este tipo en Canarias.

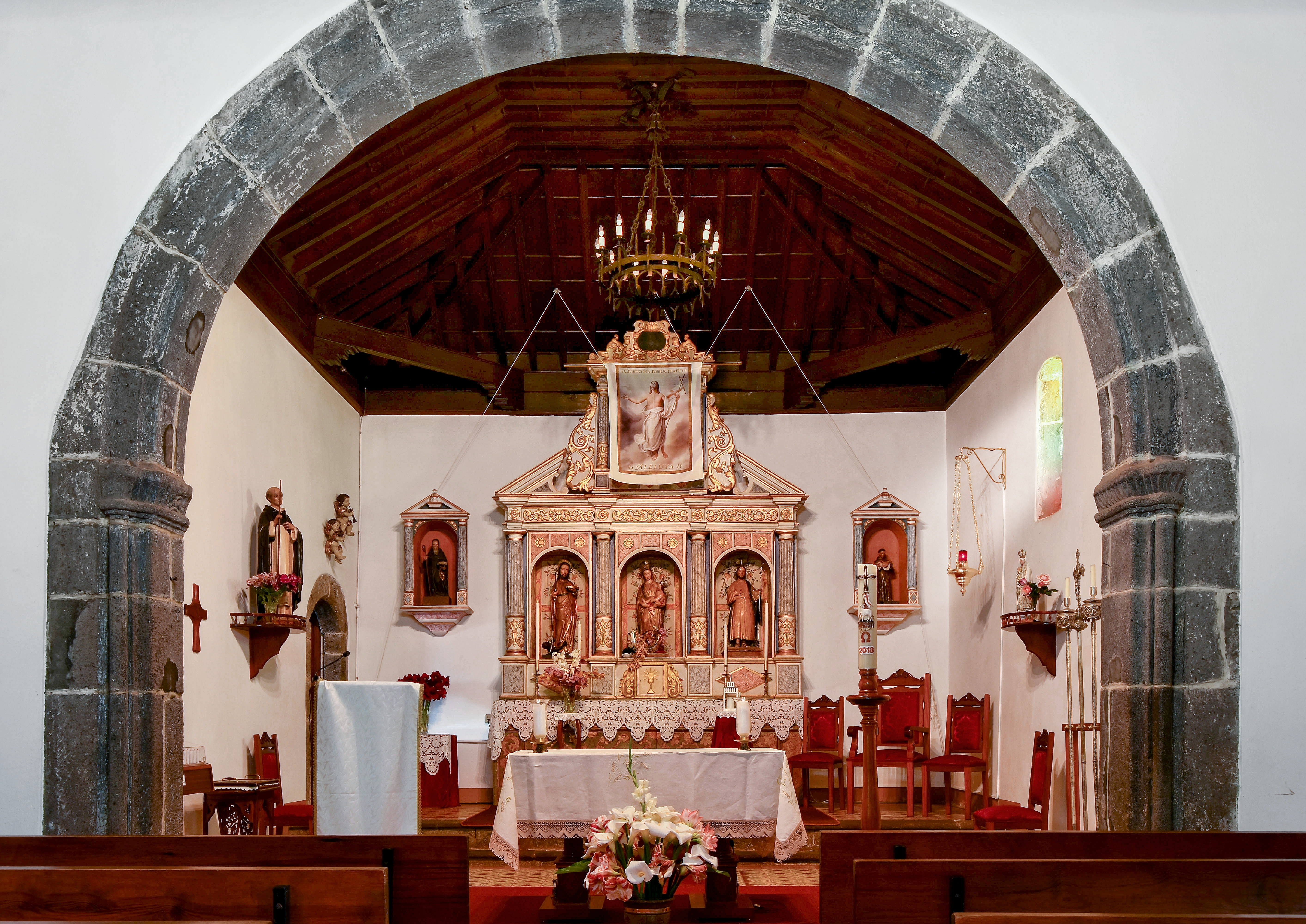
Interior de la ermita de San Bartolomé

- Ermita de San Bartolomé: situada al borde del barranco de La Galga, en ella se venera al santo mártir (efigie del siglo xvi-xvii) y a la Piedad (gótica). III). Pequeño retablo barroco confeccionado por Bernabé Fernández en 1705. El entorno de la plaza fue originalmente acondicionado por el párroco y los vecinos del barrio en los años 1970.[28][30]
- Ermita de Santa Lucía: erigida antes de 1530 junto a un palmeral frente a la montaña de Tenagua. Imagen flamenca de la mártir de principios del xvi, entronizada en un retablo neoclásico. Primer lugar de la isla dedicado a la santa, era el destino en el pasado de una romería marítima que partía desde la comarca capitalina.[28][30]
- Casa Luján: Casona colonial del siglo XVII de arquitectura canaria, utilizada como ayuntamiento y escuela hasta la década de los 80 y que hoy alberga un Museo Etnográfico y Centro de promoción y venta de productos artesanales.[7][30]

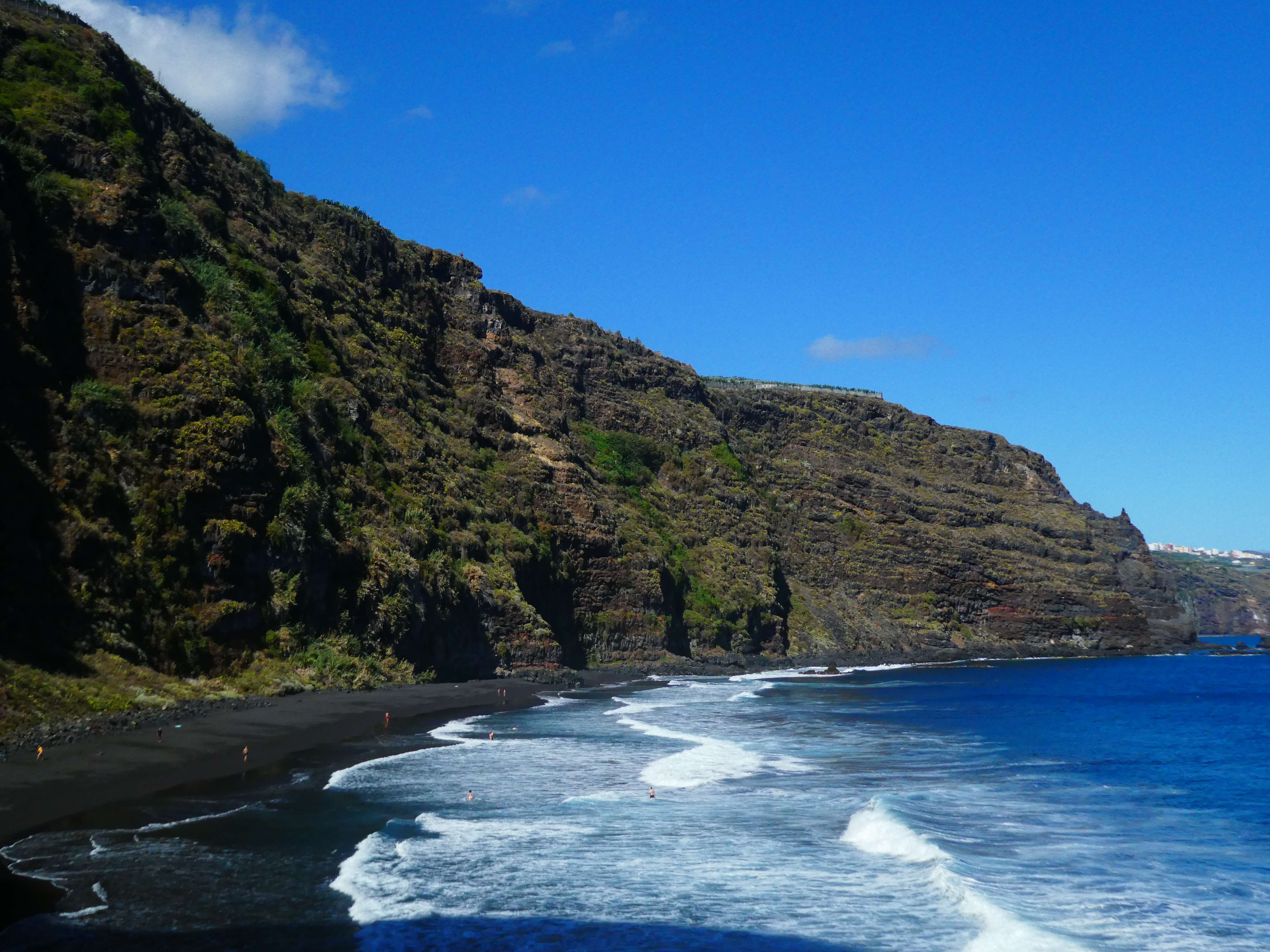
Playa de Nogales

- Playa de Nogales: situada bajo un acantilado en la costa de El Granel, se trata de la playa de arena negra más larga de la isla. Se accede a través de un camino de escaleras. Es considerada por muchos como una de las playas más bellas de Canarias, pero alberga también mucha peligrosidad por las corrientes de la zona. Forma parte del parque natural de Las Nieves.[30]
- Cubo de La Galga: Es uno de los bosques de laurisilva mejor conservados de Canarias, debido a la existencia en él de una fuente. Alberga gran cantidad de flora como helechos, fayas, viñátigos, laureles, acebiños, tilos, etc. y fauna como las palomas rabiche y turqué. Se accede a través de un sendero en el que se puede observar en todo su esplendor. Ha formado parte de la Reserva de la Biosfera de La Palma desde su creación, dentro del parque natural de Las Nieves.[30]
- Cardonal de Martín Luis: este espacio natural, integrado en el Sitio de Interés Científico del Barranco del Agua, acoge la mayor reserva de la isla de cardones (Euphorbia canariensis). Pueden observarse a lo largo de la carretera LP-102 que conduce desde Tenagua hacia Martín Luis.[30]

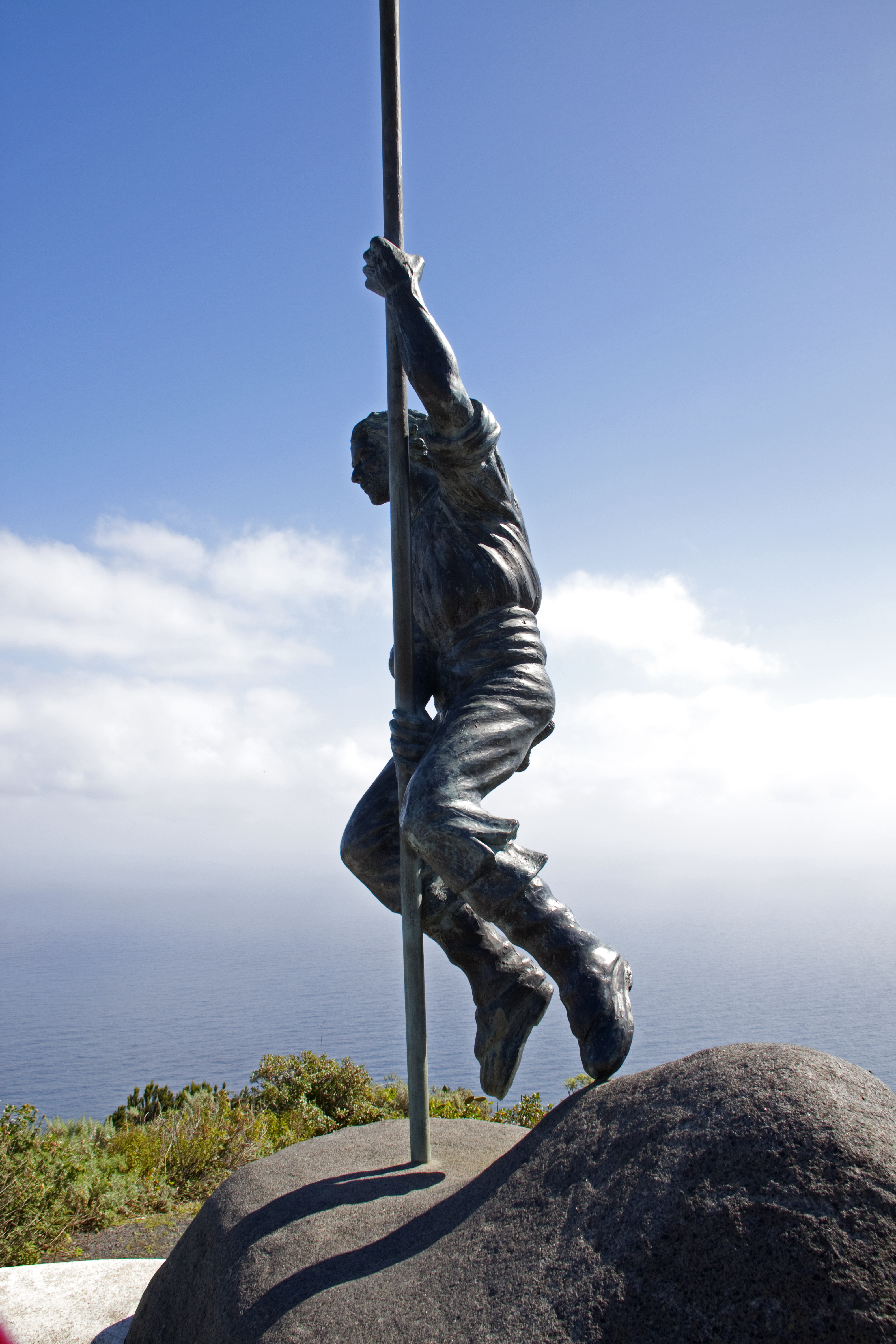
Escultura al Salto del Enamorado

- Miradores de San Bartolo y Montaña de La Galga: atalayas naturales con vistas a la comarca noreste de la isla. El primero se sitúa en la plaza de la ermita de San Bartolomé y el segundo en la cima de la montaña. Allí se localiza una estatua dedicada a la leyenda del Salto del Enamorado. Según la tradición oral, un pastor se había enamorado de una joven doncella que, cansada de sus pretensiones, le propone una prueba suicida para obtener su amor: dar tres vueltas con una lanza sobre un acantilado del barrio de La Galga. El valiente cabrero aceptó el reto y dio la primera de esas vueltas gritando ¡En el nombre de Dios!, la segunda dijo ¡En el nombre de La Virgen!. Cuando dio la tercera exclamó ¡En el nombre de mi amada, que ya la tengo ganada!, pero el valiente muchacho perdió el equilibrio y cayó al vacío. La leyenda, llevada también al cine, da nombre a un lugar de la costa de La Galga (El Salto del Enamorado).[30][56]

## Cultura

### Instalaciones culturales
- Casa de la Cultura en el casco urbano de El Pueblo. Incluye biblioteca, salón de actos y cafetería.[57]

- Museo Etnográfico y Centro de Artesanía Casa Luján, en el casco antiguo de El Pueblo.[58]
- Biblioteca Internacional en Lengua Alemana (BILA), en el casco antiguo de El Pueblo[57]
- Local social de Tenagua
- Local social de Santa Lucía
- Asociación de mayores en El Granel
- Local social en San Bartolomé (La Galga)
- Centro Sociocultural de La Galga[9]

### Deporte
El municipio dispone de las siguientes instalaciones para la práctica del deporte:
- Campo municipal de fútbol de La Camacha
- Cancha polideportiva municipal de La Galga
- Cancha polideportiva municipal de El Granel
- Cancha polideportiva del CEIP Puntallana
- Cancha polideportiva municipal de Tenagua, con cancha anexa para agility.[59]

Entre otros, los clubes deportivos del municipio son:
- La Escuela de Fútbol La Unión, junto con Barlovento y San Andrés y Sauces.
- El Club de Gimnasia Rítmica Adeyahamen – Nogales, junto con San Andrés y Sauces.
- El Club de Petanca Puntallana.
- El Club de Caminantes Fuente Benamas (senderismo).

Varias carreras de montaña discurren por los senderos del municipio. Entre ellas destacan la Transvulcania (un pequeño tramo de la misma discurre por la cumbre) y la Cabra Trail, que se desarrolla dentro del término. También ha acogido el campeonato de España de enduro en bicicleta.

### Religión

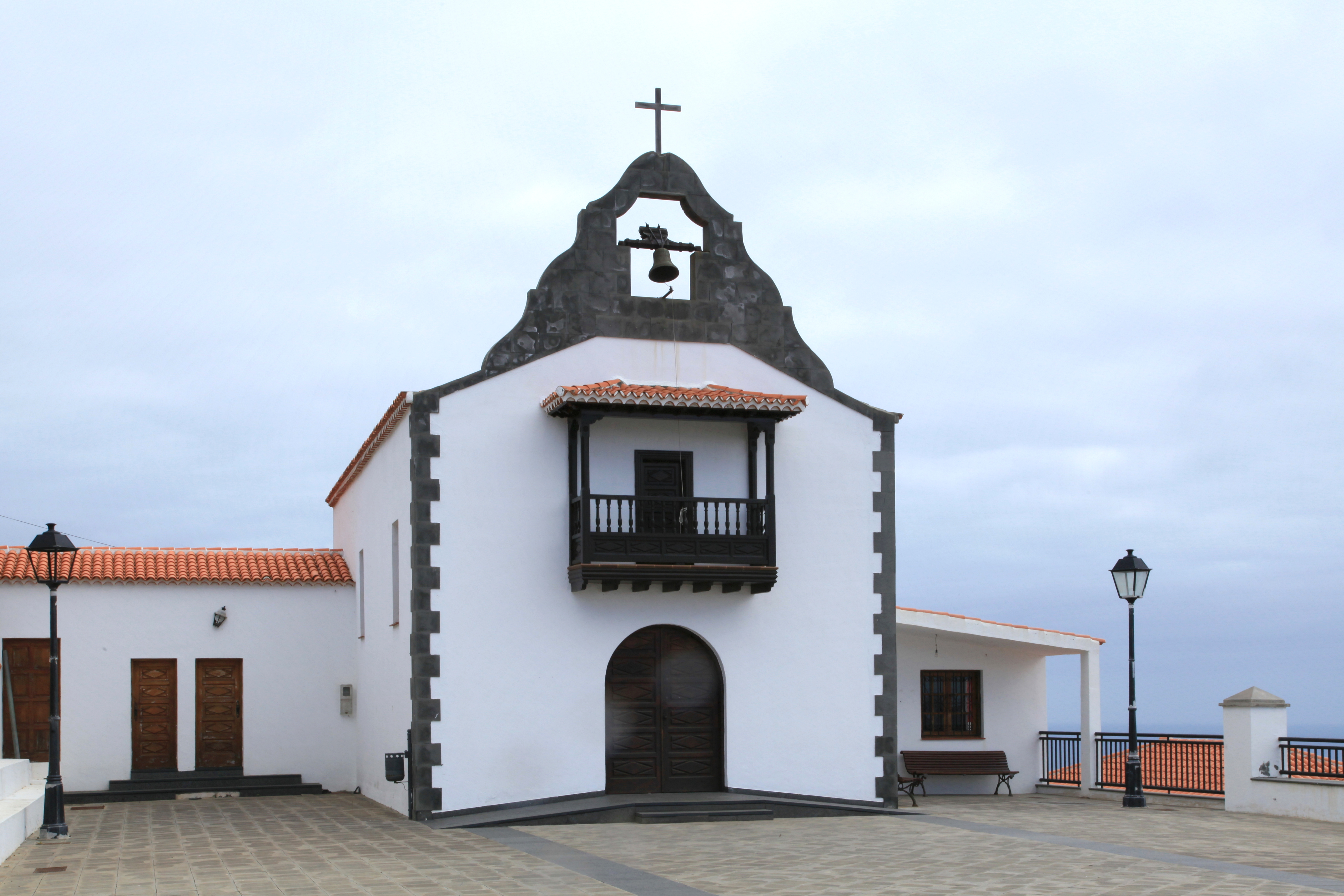
Iglesia del Sagrado Corazón de Jesús (Tenagua)

La población creyente del municipio profesa mayoritariamente la religión católica, estando repartida la feligresía en cinco parroquias (una por barrio) pertenecientes al arciprestazgo de Santa Cruz de La Palma de la diócesis Nivariense.
- Iglesia de San Juan Bautista, en El Pueblo.
- Ermita del Sagrado Corazón de Jesús, en Tenagua.
- Ermita de Santa Lucía.
- Ermita de la Cruz del Señor, en El Granel.
- Ermita de San Bartolomé, en La Galga.

### Fiestas

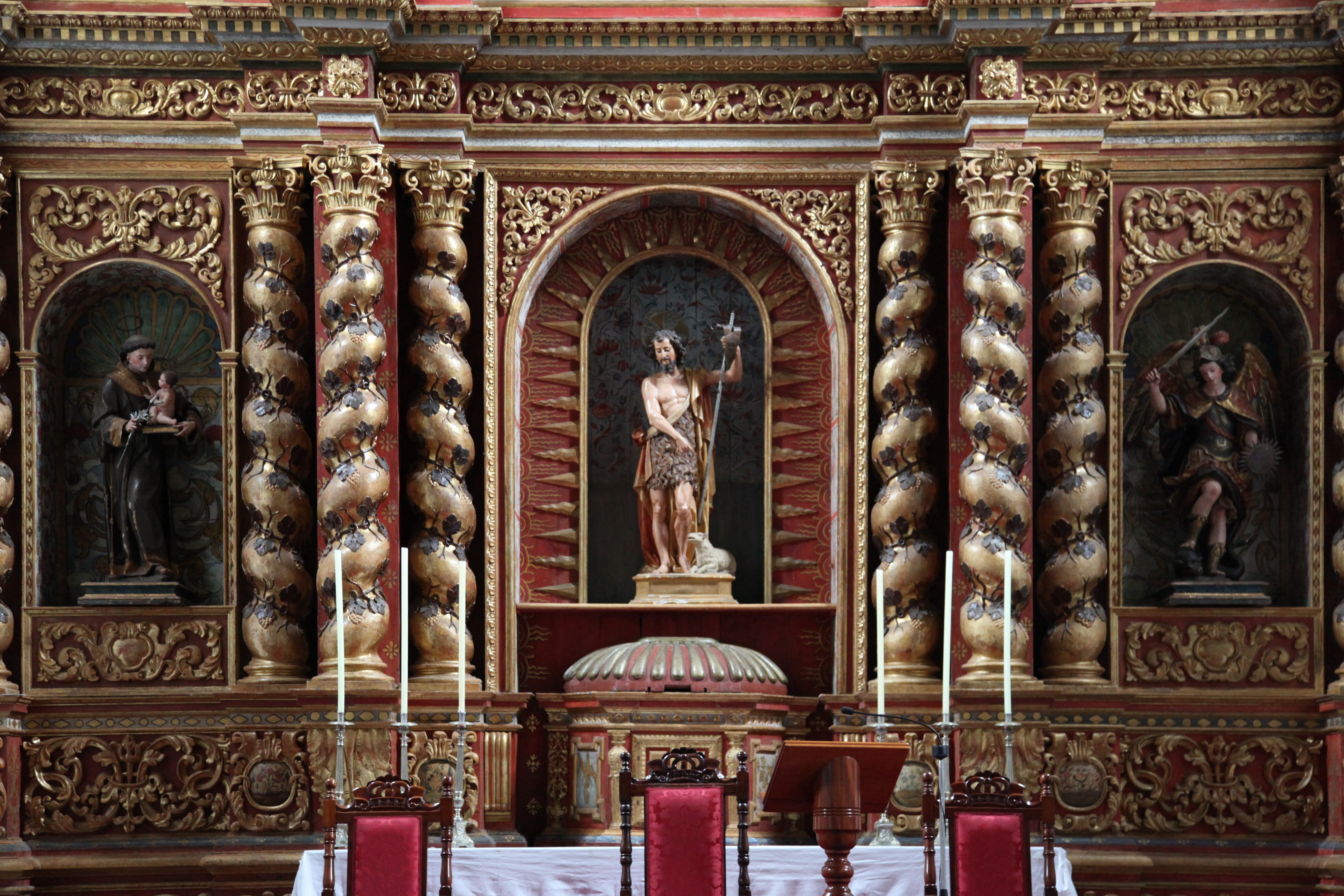
Retablo de la iglesia de San Juan Bautista, con el santo patrón en el centro

Las principales celebraciones de Puntallana son:
- San Juan Bautista (24 de junio): fiestas patronales. Incluye hogueras, feria de ganado y baile de magos.[63]
- Santa Cruz: mes de mayo
- San Bartolomé Apóstol (mes de agosto): fiestas de La Galga. Incluye romería típica y suelta del perro maldito.[64]

Otras celebraciones destacadas del municipio incluyen: 
- Carnaval (entierro de la sardina, febrero o marzo).[65]
- Sagrado Corazón de Jesús (julio), en el barrio de Tenagua.[66]
- Virgen de la Piedad (septiembre) en el barrio de La Galga.[67]
- Santa Lucía de Siracusa (diciembre). Incluye la danza de los marinos.[68]